# 조말생

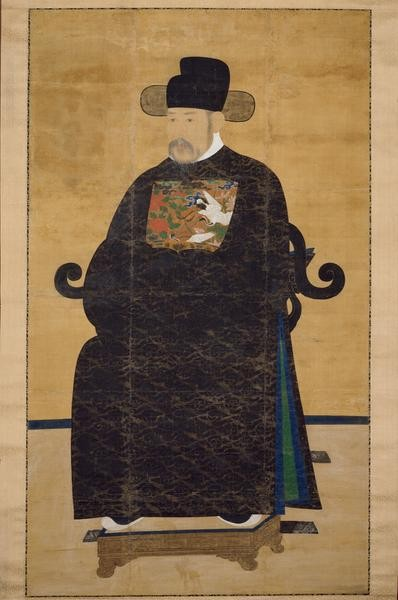
조말생

조말생(趙末生, 1370년 ~ 1447년)은 조선의 문신이다. 자(字)는 근초(謹初)·평중(平仲), 아호(雅號)는 사곡(社谷)·화산(華山). 본관은 양주(楊州)이다. 태종 때 문과에 장원 급제하여 정언·감찰·헌납 등을 지냈다. 1403년 서장관으로 명에 다녀왔으며, 그 후 장령·예문관 직제학·승정원 동부대언 등이 되었다. 태종의 각별한 총애를 받았으며 세종 때 병조판서와 예문관 대제학을 거쳐 판중추원사에 이르렀다. 글씨에도 뛰어났다.

## 가족 관계
※『씨족원류』를 참고했다.
- 증조 - 조잠(趙岑) : 호장(戶長), 증(贈) 호조참판(戶曹參判)
  - 조부 - 조인필(趙仁弼) : 좌우위보승별장(左右衛保勝別將), 증 호조판서(戶曹判書)
    - 아버지 - 조의(趙誼) : 서운관정(書雲觀正), 증 판중추원사(判中樞院事)
    - 어머니 - 양주(楊州) 신씨(申氏)
      - 형 - 조계생(趙啓生, ? ~ 1438년) : 좌참찬(左參贊), 정평공(靖平公)
        - 조카 - 조극관(趙克寬, ? ~ 1453년) : 병조판서(兵曹判書)

      - 형 - 조유중(趙惟中, ? ~ 1423년) : 강화도호부사(江華都護府使)
      - 형 - 설우(雪牛) : 승려, 판조계종사(判曹溪宗事)
      - 동생 - 조종생(趙從生, 1375년 ~ 1436년) : 전주부윤(全州府尹)
        - 조카 - 조번(趙藩 ~1456): 軍器錄事, 단종배식

      - 부인 - 검교한성부윤(檢校漢城府尹) 신하(申夏)의 장녀
        - 장남 - 조선(趙璿, 1410년 ~ 1437년) : 한원군(漢原君), 소회공(昭懷公)
        - 장자부 : 태종의 딸 정정옹주(貞靜翁主)
        - 차남 - 조찬(趙瓚) : 중군사직(中軍司直)
        - 차자부 : 조대림과 경정공주의 딸, 평양 조씨
        - 3남 - 조근(趙瑾, 1417년 ~ 1475년) : 전주부윤(全州府尹)
        - 사위 - 신대홍(辛帶紅) : 회인현감(懷仁縣監)

## 묘소
선생의 묘소는 본래 금곡동 묘적산 끝자락에 있었는데 고종의 홍릉 천장으로 인해 수석동으로 이장하였다. 한강을 바라보는 묘소에는 원형의 둘레석이 봉분을 보호하고 있으며 묘비와 석양의 호석이 있고 장명동, 망주석, 문인석이 배치되어 있다. 1990년 11월 2일 남양주시의 향토유적 제8호로 지정되었다.

## 관련 작품

### 영화
《천문:하늘에 묻는다》 (2019년, 배우:허준호)

### 드라마
- 《용의 눈물》(KBS, 1996년~1998년, 배우:손종범)
- 《역사극장》(EBS, 2003년~2003년, 배우:김기현)
- 《대왕 세종》(KBS, 2008년~2008년, 배우:정동환)
- 《뿌리깊은 나무》(SBS, 2011년, 배우:이재용)
- 《육룡이 나르샤》 (SBS, 2015년~2016년, 배우:최대훈)
- 《장영실》 (KBS1, 2016년, 배우:이영석)